# 梅塞雅纳
梅塞雅纳是葡萄牙贝雅区的一个堂区。总面积113.16平方公里，总人口1112人，人口密度9.8人/平方公里。